# Roxbury (Nueva York)
Roxbury es un pueblo ubicado en el condado de Delaware en el estado estadounidense de Nueva York. En el año 2000 tenía una población de 2,509 habitantes y una densidad poblacional de 11 personas por km².

## Geografía
Roxbury se encuentra ubicado en las coordenadas 42°18′02″N 74°33′11″O / 42.30056, -74.55306.

## Demografía
Según la Oficina del Censo en 2000 los ingresos medios por hogar en la localidad eran de $32,214, y los ingresos medios por familia eran $40,721. Los hombres tenían unos ingresos medios de $32,500 frente a los $28,958 para las mujeres. La renta per cápita para la localidad era de $20,177. Alrededor del 13.4% de la población estaban por debajo del umbral de pobreza.